# چانگ سی
چانگ سی (انگلیسی: Chang Si؛ زادهٔ ۱۵ نوامبر ۱۹۸۶) ورزشکار شنای موزون اهل چین است.
وی در مسابقات کشوری و بین‌المللی در مجموع برندهٔ ۲ مدال طلا، ۴ مدال نقره شده‌است.